# Полетика, Пётр Яковлевич
Пётр Яковлевич Поле́тика (10 (22) июня 1884, город Конск Радомской губернии — после 1913 года) — русский политический деятель, один из руководителей молодёжного крыла казанского правомонархического (черносотенного) движения, председатель «Русского Кружка Монархической Молодёжи» (впоследствии — «Казанского Общества Русской Монархической Молодёжи»; 1907—1910), публицист, юрист.

## Биография
П. Я. Полетика родился в семье младшего врача Витебского 27-го пехотного полка (будущего городового врача Владивостока) Якова Петровича Полетики, женатого на Марии Петровне Полетике (в девичестве — Фёдоровой), у которых впоследствии родилось ещё пятеро детей (четыре сына и дочь).
Потомственный дворянин, православного вероисповедания. П. Я. Полетика принадлежал к старинному малороссийскому роду Полетиков, среди представителей которого были как «мазепинцы», так и известные российские государственные деятели, учёные и литераторы.

### Родители
Отец П. Я. Полетики — Я. П. Полетика (1857 или 1858 — 6 (19) января 1905) — российский медик, Николаевский (1897—1899) и Владивостокский (1899—1905) городовой врач. Происходил из потомственных дворян Черниговской губернии. Учился в Императорском Московском университете, по окончании которого в 1883 году был утверждён «в степени лекаря» (в звании уездного врача). 7 (19) августа 1883 года Высочайшим приказом по военному ведомству о чинах гражданских за № 33 Я. П. Полетика был определён младшим врачом 27-го Витебского пехотного полка (зачислен в списки полка 16 /28/ августа 1883 года). 10 (22) ноября 1885 года — зачислен в запас чиновников военно-медицинского ведомства, пробыв в отставке по 3 (15) марта 1890 года. С 3 (15) марта 1890 года определён земским врачом Роменского уезда, но с 1 (13) апреля 1893 года, «по прошению», уволен от службы.
Приказом Военного губернатора Приморской области № 35 от 1 (13) марта 1893 года он был переведён на должность сельского врача Южно-Уссурийского края. «Таковым же приказом» № 105 от 8 (20) июня 1893 года — «предложен заведовать» Черниговским (врачебным) участком означенного края. Приказом № 248 от 5 (17) сентября 1897 года Я. П. Полетика был переведён на должность Николаевского городового врача. Высочайшими приказами по гражданскому ведомству № 73 от 14 (26) октября 1897 года он был утверждён в чине титулярного советника (со старшинством с 7 /19/ августа 1883 года), № 77 от 11 (23) октября 1898 года — произведён в коллежские асессоры (со старшинством с 30 ноября /12 декабря/ 1890 года), № 34 от 19 (31) мая 1899 года — «за выслугу лет» — в надворные советники (со старшинством с 30 ноября /12 декабря/ 1894 года).
Приказом Военного губернатора Приморской области № 256 от 27 июля (8 августа) 1899 года Я. П. Полетика был переведён на должность Владивостокского городового врача. Высочайшим приказом по гражданскому ведомству № 19 от 20 марта (2 апреля) 1900 года — произведён «за выслугу лет» в коллежские советники (со старшинством с 30 ноября /12 декабря/ 1898 года). 1 (14) июля 1903 года, по ходатайству министра внутренних дел, Я. П. Полетика был пожалован Императором Николаем II «за принятие участия в борьбе с холерной эпидемией в 1902 года в пределах Приамурского Генерал-Губернаторства» орденом Святого Станислава 3-й степени. Получал в год две тысячи рублей содержания.
Я. П. Полетика был женат на Марии Петровне Полетике (в девичестве — Фёдоровой) (православного вероисповедания), имел шесть детей — пять сыновей и дочь: Петра (родился 10 /22/ июня 1884 года), Василия (родился 12 /24/ января 1886 года), Ивана (родился 1 /13/ февраля 1891 года), Александра (родился 29 апреля /11 мая/ 1893 года), Веру (родилась 14 /27/ сентября 1901 года) и Михаила (родился 29 августа /11 сентября/ 1903 года) (все дети — православного вероисповедания). Скончался Я. П. Полетика 6 (19) января 1905 года в возрасте сорока семи лет.

### Образование
В 1893 году, в возрасте девяти лет, П. Я. Полетика вместе с семьёй прибыл в Приморскую область, где прожил около десяти лет. С сентября 1895 по февраль 1904 года он учился во Владивостокской мужской гимназии при Восточном институте, проявив «отличное» поведение и «весьма хорошее» прилежание.
17 (30) июня 1904 года П. Я. Полетика написал прошение о приёме на юридический факультет Императорского Казанского университета (ИКУ), которое было удовлетворено, и отправился из Владивостока в Казань. Здесь он проучился с 1904 по 1909 годы, прослушав, при отличном поведении, «полный курс наук».
За время пребывания в Казани в жизни П. Я. Полетики произошло несколько весьма важных событий личного свойства, отразившихся в известной степени и на его учёбе, и на отношении к ранее незнакомому городу.
6 (19) января 1905 года в возрасте 47 лет скончался отец П. Я. Полетики, а в 1906 году он решил связать себя узами брака с девицей Елизаветой Викторовной Дмитриевой — дочерью чиновника Казанской казённой палаты («отставного титулярного советника») В. А. Дмитриева.
Испрашивая 22 апреля (5 мая) 1906 года у ректора ИКУ разрешение на брак, П. Я. Полетика, в частности, писал, что: «Средства к жизни я имею личные, обладая наследственными недвижимыми имуществами в Курской и Черниговской губерниях». Тем не менее, у него неоднократно возникали проблемы с взносами платы за обучение, в результате чего П. Я. Полетику несколько раз отчисляли из ИКУ, а затем опять принимали.
Известно также, что, помимо самого П. Я. Полетики, впоследствии — с августа 1911 года по 5 (18) сентября 1914 года (шесть семестров) — на юридическом факультете ИКУ учился также его брат Иван (родившийся 1 /13/ февраля 1891 года). Однако вскоре после начала Первой мировой войны И. Я. Полетика забрал из университета документы для поступления «в Военное училище».

## Политическая деятельность
Во время учёбы в университете П. Я. Полетика сблизился с правыми студентами, преподавателями и публицистами, и, в первую очередь, с В. Ф. Залеским (лекции которого он посещал несколько семестров) и редактором газеты «Казанский Телеграф» Н. А. Ильяшенко.
Как отмечал в своём выступлении на состоявшемся 18 (31) марта 1910 года «прощальном обеде» в честь отъезжавшего из Казани П. Я. Полетики инспектор народных училищ Казани А. С. Рождествин: «Свою публицистическую деятельность Пётр Яковлевич начал своими мужественными, полными глубокого патриотизма и вдохновения статьями, направленными против революционного студенчества, обратившего храм науки в вертеп революции».
9 (22) декабря 1906 года «Казанский Телеграф» разместил небольшое «Воззвание Партии студентов-академистов», называвшейся также в самом тексте «Партией Академического Порядка» (ПАП), под которым поставили подписи четырнадцать его «организаторов»: Н. Брудиш, Л. Н. Беляевский, Владыкин, Е. Г. Геркен, А. Е. и П. Е. Дмитриевы, А. М. Зимнинский, В. Л. Евдокимов, В. Н. Казин, В. В. Ковалёв, М. И. Мозер, П. Я. Полетика, А. И. Сенаторский и Н. В. Сергиевич.
При этом особую активность в плане организации «академического» студенчества проявляли в то время П. Я. Полетика и студент-юрист ИКУ И. А. Британ Публикации П. Я. Полетики и И. А. Британа, размещавшиеся в «Казанском Телеграфе», дали толчок процессу объединения студентов-академистов, а затем — и собственно монархистов. Среди них выделялись статьи и заметки П. Я. Полетики «Открыть университет или нет?» (12 /25/ января 1906 года), «Что должно делать студенчество. (Письмо в редакцию)» (14 /27/ января 1906 года), «Необходимо организоваться!!! (К университетскому вопросу)» (17 /30/ января 1906 года) и другие.
Однако в скором времени «академическое» отрицание всякой «партийности» сменилось у П. Я. Полетики стремлением к объединению студенчества на монархической платформе, вследствие чего И. А. Британ порвал отношения и с ним, и с другими правыми монархистами, сопроводив это громким политическим скандалом.
23 декабря 1907 (5 января 1908) года в Казани начал свою деятельность «Русский Кружок Монархической Молодёжи» (РКММ), председателем которого стал П. Я. Полетика.
21 марта (3 апреля) 1910 года «Старый друг» писал в «Казанском Телеграфе» о П. Я. Полетике, что:
На подготовленной им почве зародился и окреп местный кружок монархической молодёжи, в котором Казанский университет имеет, в настоящее время, надёжного и уже не малосильного защитника своих действительных интересов, своих истинных задач рассадника положительных знаний.
В 1908 году П. Я. Полетика, вместе со студентами ИКУ В. Н. Казиным и Я. А. Чуклиным, выступил учредителем созданного на базе РКММ «Казанского Общества Русской Монархической Молодёжи» (КОРММ), сохранив за собой председательский пост.
В числе прочих П. Я. Полетика принял участие в Первом Волжско-Камском Областном патриотическом съезде, проходившем в Казани 21—25 ноября (4—8 декабря) 1908 года, на котором в последний день его работы выступил с докладом «О положении правой печати в провинции».
«Припоминая обстоятельства, при которых — в разгар революции — народилась русская печать, — излагал суть выступления П. Я. Полетики журнал „Мирный Труд“, — докладчик яркими красками живописал те препятствия, которые приходилось преодолевать — угрозы смертию, нередко приводимые в исполнение, отказ наборщиков набирать правые газеты, закрытие кредитов в банках, нападения на разносчиков правых газет и т. д., и т. д. Положение тяжело и сейчас, хотя — благодаря поддержке общества — значительно улучшилось».
В конце своего выступления П. Я. Полетика указал на необходимость «основания в провинциях независимых правых органов», в которых бы освещались беспристрастно «вопросы чисто местной жизни», особо заметив, что это может быть осуществлено только при содействии общества.
Помимо этого, он огласил адрес от КОРММ почётному председателю съезда князю А. Г. Щербатову и преподнёс ему билет почётного члена общества.

## Отъезд из Казани, дальнейшая деятельность
Весной 1910 года П. Я. Полетика отбыл из Казани на Дальний Восток, в связи с чем ему были устроены торжественные проводы.
18 (31) марта 1910 года состоялся «прощальный обед», на котором происходило его чествование. Среди тех, кто произнёс речи в честь отъезжающего П. Я. Полетики, были: профессора ИКУ В. Ф. Залеский и К. С. Мережковский, редактор «Казанского Телеграфа» Н. А. Ильяшенко, инспектор народных училищ Казани А. С. Рождествин, председатель Казанского Временного Комитета по делам печати М. Н. Пинегин, председатель Совета КОРММ Н. В. Сергиевич и Н. А. Александров. Помимо прочего: «Н. А. Ильяшенко сообщил, что уполномочен профессорами Н. Ф. Высоцким и Б. В. Варнеке, по случайным обстоятельствам не участвовавшим в обеде, передать П. Я. Полетике их сердечный привет и лучшие пожелания».
Известно также, что после оставления Казани П. Я. Полетика продолжил политическую борьбу, в том числе, и на «казанском направлении». Например, в том же 1910 году он послал министру народного просвещения докладную записку об агитационном характере содержания учебников кадета профессора ИКУ В. В. Ивановского.
П. Я. Полетика упоминается также в статье кандидата исторических наук Т. Н. Сорокиной «Взаимное соглашение о спирте и опиуме»: опыт совместной борьбы России и Китая с контрабандой в начале XX в.".
«Помимо этого, — говорится в ней, — маковые плантации привлекали хунхузов. По сведениям чиновника особых поручений П. Я. Полетики, в Полтавском участке, который более походил на „китайское царство, чем на русское“, в 1913 г. было засеяно маком около 500 десятин земли. Китайцы-арендаторы всю приграничную полосу казачьих наделов застроили так называемыми импанями — крепостями с башнями и бойницами. Крепости эти были довольно большие, рассчитанные приблизительно на 100 человек каждая. Когда П. Я. Полетика обнаружил в них вооружённых винтовками китайцев, то начальник казачьего участка объяснил ему, что оружие арендаторы держат для защиты от хунхузов. Опиумный промысел, таким образом, привёл к сооружению на русской пограничной территории вооружённых китайских крепостей, что, конечно, было недопустимым с точки зрения государственной безопасности».